# Viktor Šustikov
Viktor Michajlovič Šustikov (in russo Виктор Михайлович Шустиков?; Mosca, 28 gennaio 1939) è un ex calciatore e allenatore di calcio sovietico, di ruolo difensore.

## Biografia
Anche suo figlio Sergej e suo nipote anche lui di nome Sergej hanno intrapreso la carriera di calciatore.

## Carriera
Nel 1964 partecipò ai campionati europei in Spagna: l'URSS giunse in finale battuta dai padroni di casa.
Dal 2004 è un consulente tecnico del FK Mosca.

## Palmarès
- Campionato sovietico: 2

Torpedo Mosca: 1960, 1965
- Kubok SSSR: 3

Torpedo Mosca: 1959-1960, 1968, 1972